# Независимая евангелическая лютеранская церковь
Независимая евангелическая лютеранская церковь (нем. Selbständige Evangelisch-Lutherische Kirche), SELK — конфессиональная лютеранская деноминация Германии, член Европейской лютеранской конференции и Международного лютеранского совета. Объединяет около 36 000 прихожан в 200 конгрегациях. Кафедра находится в Ганновере.

## История
В 1817 году лютеранские и реформатские общины Пруссии были объединены королём Фридрихом Вильгельмом III в единую церковную структуру, что вызвало негативную реакцию со стороны ортодоксальных лютеран. Многие из них эмигрировали, а оставшиеся преследовались властями в течение многих десятилетий. В 1830 году противники унии вышли из Евангелической церкви Пруссии, и образовали Евангелическо-лютеранскую (старолютеранскую) церковь Пруссии, в составе 8 диоцезов (Diözese):
- Восточно- и Западнопрусский диоцез (Ost- und Westpreußische Diözese; провинции Восточная Пруссия и Западная Пруссия)
- Диоцез Позен (Diözese Posen; провинция Позен)
- Диоцез Бреслау (Diözese Breslau; провинция Силезия)
- Нижнесилезский диоцез (Niederschlesische Diözese; провинция Силезия)
- Диоцез Померания (Diözese Pommern; провинция Померания)
- Берлинско-бранденбургский Диоцез (Berlin-Märkische Diözese; провинция Бранденбург)
- Тюрингско-саксонский диоцез (Thüringisch-sächsische Diözese; провинция Саксония)
- Рейнско-вестфальский диоцез (Rheinisch-Westfälische Diözese; Рейнская провинция и провинция Вестфалия)

Диоцезы в свою очередь делились на приходские округа (Pfarrbezirk).
В 1850 году от Объединённой евангелическо-протестантской поместной церкви Бадена отделилась Евангелическо-лютеранская церковь Бадена (Evangelisch-Lutherische Kirche in Baden). В 1877 году после унии с кальвинистами от Евангелической поместной церкви Гессена откололась Независимая евангелическо-лютеранская церковь Гессена. В 1878 году от Евангелическо-лютеранской поместной церкви Ганновера отделилась Ганноверская евангелическо-лютеранская свободная церковь (Hannoversche evangelisch-lutherische Freikirche). 
В 1920 году часть территорий Диоцеза Позен и Западно-Прусского Диоцеза были выделены из Евангелическо-лютеранской церкви Пруссии в Евангелическо-лютеранскую церковь в Западной Польше (Kościół Ewangelicko-Luterski w Polsce Zachodniej, Evangelisch-lutherische Kirche in Westpolen) (в 1939 году была переименована в Евангелическо-лютеранскую церковь немецкой национальности в Западном Вартегау (Ewangelicko-Luterski Narodowości Niemieckiej w Zachodnim Kraju Warty, Evangelisch-lutherische Kirche deutscher Nationalität im Warthegau-West), а в 1947 году была вместе с Восточно-, Западнопрусской и Бреславльской епархиями присоединена к Евангелическо-Аугсбургской церкви Польской Республики. Несогласные с этим представители немецких переселенцев образовали Евангелическо-лютеранскую церковь миссии переселенцев (Evangelisch-Lutherische Flüchtlingsmissions-Kirche), в 1951 году переименованная в Евангелическо-лютеранскую исповедальную церковь диаспоры (Evangelisch-Lutherische Bekenntniskirche in der Diaspora).
В 1972 году Евангелическо-лютеранская (старолютеранская) церковь Пруссии (Evangelisch-Lutherische (altlutherische) Kirche in Preußen), Евангелическо-лютеранская церковь Бадена (Evangelisch-Lutherische Kirche in Baden), Ганноверская евангелическо-лютеранская свободная церковь (Hannoversche evangelisch-lutherische Freikirche), Самоуправляемая евангелическо-лютеранская церковь Гессена (Selbständige Evangelisch-Lutherische Kirche in Hessen) и Германсбургско-гамбургская свободная церковь (Hermannsburg-Hamburger Freikirche) объединились в Независимую евангелическо-лютеранскую церковь (Selbständige Evangelisch-Lutherische Kirche, SELK), однако церковные провинции Евангелическо-лютеранской (старолютеранской) церкви Пруссии располагавшиеся на территории земель бывшей советской зоны оккупации отказались от вхождения в новую церковь. В 1976 году в неё вошла Евангелическо-лютеранская исповедальная церковь диаспоры. Вестфальская епархия стала церковной единицей Вестфалии, Рейнская — церковной единицей Рейн, Евангелическо-лютеранская церковь Бадена — церковной единицей Южная Германия, Независимая евангелическо-лютеранская церковь Гессена — церковными единицами — Северный Гессен и Южный Гессен, Ганноверская евангелическо-лютеранская свободная церковь — церковными единицами Нижняя Саксония-Запад, Нижняя Саксония-Восток, Нижняя Саксония-Юг. В 1991 году Независимая евангелическая лютеранская церковь вошли Нижнесилезская, Берлинско-Бранденбургская и Тюрингско-Саксконская епархии, став церковными единицами Берлин-Бранденбург, Саксония-Тюрингия, Лужица.

## Вероучение
Основными источниками вероучения SELK являются Библия и Книга Согласия. Деноминация не признаёт женской ординации и благословения гомосексуальных союзов.

## Структура
Епископ SELK избирается Синодом. В настоящее время деноминацию возглавляет епископ Ханс-Йорг Фойгт. Главный офис SELK находится в Ганновере и управляется исполнительного пробстом Микаэлем Шэтцелем. SELK делится на четыре пробства, которые в свою очередь делятся на церковные единицы (kirchenbezirk), возглавляемые супертинтендентами.
- Северное пробство: пробст Йоханнес Рер

разделено на районы: Нижняя Саксония-Запад, Нижняя Саксония-Восток, Нижняя Саксония-Юг.
- Восточное пробство: пробст Герт Кельтер

разделено на районы: Берлин-Бранденбург, Саксония-Тюрингия, Лужица
- Западное пробство: пробст Карстен Восс

разделено на районы: Вестфалия, Рейнланд
- Южное пробство: пробст Клаус-Питер Швикла

разделено на районы: Северный Гессен, Южный Гессен, Южная Германия

## Епископат
- 1972—1985 — Герхард Рост.
- 1985—1997 — Йобст Шёне
- 1997—2006 — Дитрих Рот
- с 2006 года — Фойгт, Ханс-Йорг